# Jan Burian ml.
Jan Burian ml. (* 25. dubna 1976 Praha) je český hudební skladatel a zvukový designer.
Spolupracuje s různými divadelními tvůrci (Min Tanaka, Dogtroep, Peter Schumann, Living Dance Studio Beijing, …) a filmovými umělci (P. Koutecký, V. Švankmajer, M. Mareček, ...). Přes deset let již pracuje s terapeutkou Marií Madeirou a vytvořil hudbu pro její dvě knihy. Pro NFA složil a nahrál hudbu k zrestaurovanému filmu Takový je život a v současné době[kdy?] pracuje na zvukové podobě pro restaurované první české filmy Jana Kříženeckého. Vede workshopy zvukového designu, art of listening a kreativního přístupu k elektronickým hudebním nástrojům (Archa International Summer School, FSV UK, Ableton User Group Prague, …).[zdroj?]
Je zakládajícím členem hudebních projektů Tyto alba  a Kyklos Galaktikos .